# Eugenio Cappuccio

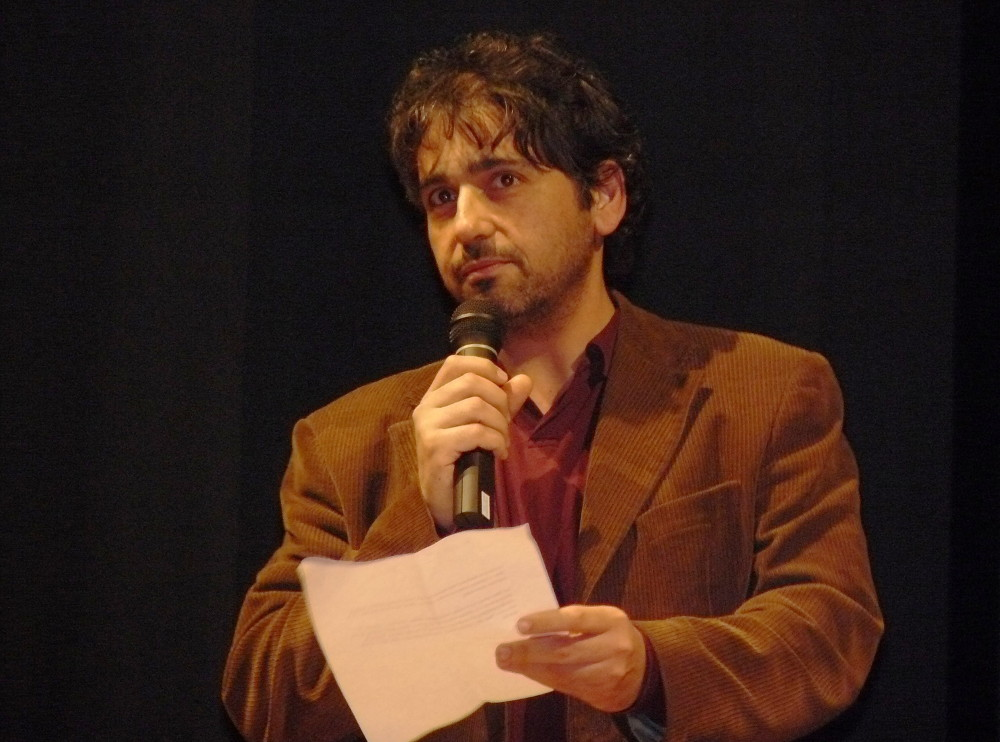
Eugenio Cappuccio

Eugenio Cappuccio (* 1961 in Latina) ist ein italienischer Filmschaffender.

## Leben
Cappuccio diplomierte 1985 am Centro Sperimentale di Cinematografia und wirkte erstmals bei Federico Fellinis Ginger und Fred als Regieassistent für die Leinwand. Selbst drehte er vor allem Werbefilme und debütierte 1997 als Ko-Regisseur von Il caricatore, den er auch mitschrieb und in dem er spielte, was er 2000 für La vita è una sola wiederholte. Zwischen diesen eigenen Filmen spielte er für Fulvio Ottaviano.
Im neuen Jahrtausend drehte er weitere Filme, darunter auch Kurzfilme; mit der abendfüllenden  Komödie Volevo solo dormirle addosso gewann er 2004 bei den Filmfestspielen von Venedig den FEDIC-Preis.
Cappuccio betreibt einen Blog und ist auch als Fotograf bekannt.

## Filmografie (Auswahl)
- 1996: Il caricatore
- 2000: La vita è una sola
- 2004: Volevo solo dormirle addosso
- 2006: Uno su due
- 2010: Se sei così, ti dico si[2]